# Armando Renzi

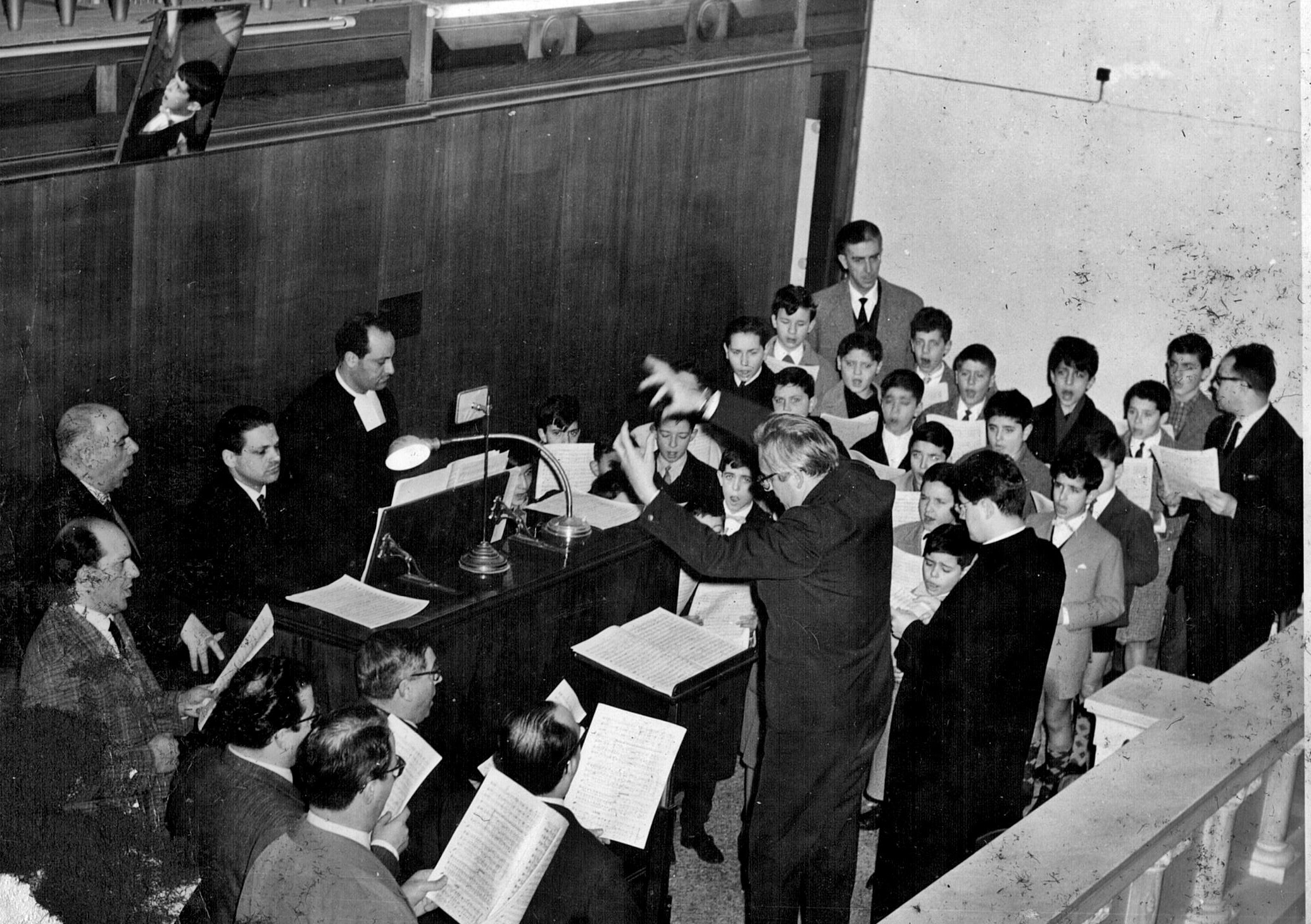
Armando dirigint cor masculí mixte

Armando Renzi (Roma, 22 de Juliol de 1915 – idm. 2 de juny de 1985) va ser un compositor, pianista, director d'orquestra, director de cor i pedagog italià.

## Biografia

### Arrels familiars
Armando Renzi va néixer dins d'una família d'il·lustres músics romans. Els seus pares eren Guido Renzi i Ermenegilda Cantelli. El seu avi va ser Remigio Renzi (1857-1938), compositor, organista i professor de contrapunt i harmonia al Liceu Musical de Santa Cecilia, així com el primer organista de la Basílica de Sant Pere, a Roma, al llarg de més de cinquanta anys. El seu oncle Luigi Renzi (1899-1961) va ser mestre de capella i organista a la Basílica de Sant Nicolau, a Tolentino, abans d'esdevenir organista a la Basílica de Sant Pere.

### Estudis
Renzi va començar els estudis de música amb gran intensitat des de la infantesa amb el seu avi Remigio, el qual li va inculcar molta disciplina en els estudis musicals.
Va ser alumne de la Schola Cantorum de l'església San Salvatore, a Lauro, dirigida pel germà Pacifico Renzi, un gran pedagog. Armando Renzi de seguida va esdevenir una gran promesa de la música. En aquesta escola també es van educar altres grans músics com Giacomo Setaccioli, Bonaventura Somma, Goffredo Petrassi, els germans Giuseppe e Guglielmo Morelli, Roman Vlad o els germans Frusca. Malauradament, degut als canvis socials, polítics i culturals de l'època, l'any 1969 l'Schola Cantorum va haver de tancar.
El 1933, amb divuit anys, Renzi va obtenir al Conservatori de Santa Cecília el diploma de piano amb el mestre Baiardi i el de composició amb el mestre Bustini.
Seguidament va fer diferents cursos de perfeccionament a l'Acadèmia Nacional de Santa Cecília, on va rebre els consells de Ildebrando Pizzetti en la composició, d'Alfredo Casella en el piano, de Bernardino Molinari en la direcció d'orquestra, d'Arturo Bonucci en la música de cambra i del mossèn Ferreti en el cant gregorià. També va tenir altres grans mestres com Fernando Germani en l'orgue, que va contribuir a completar la seva formació musical.
Dins la seva extensa formació musical, la seva passió més gran va ser la música de piano, per la qual cosa va adquirir un gran coneixement de les obres mestres d'aquest instrument i, especialment, de la música de Beethoven.

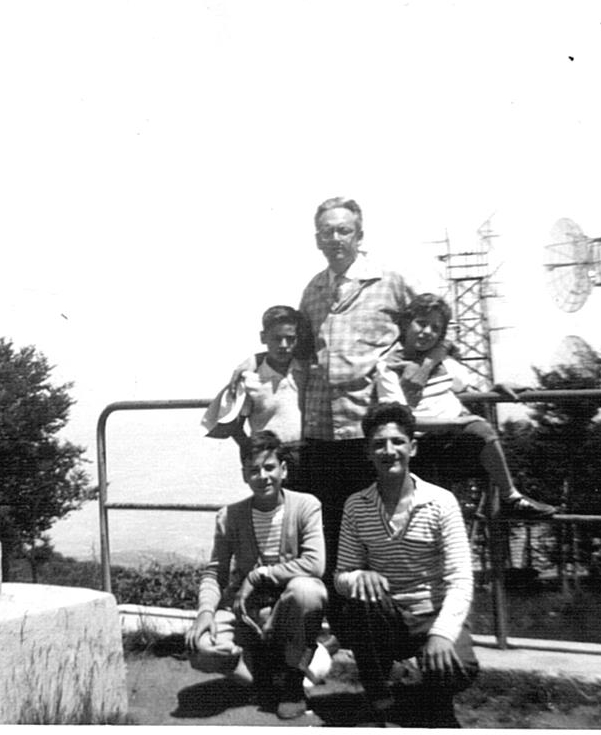
Armando amb els seus quatre fills (falta el més petit)

### Trajectòria professional

#### Intèrpret
Com a pianista de cambra va actuar en gires per les grans ciutats italianes, a llocs com el Teatre Argentina, el Teatre Adriano o l'Auditori Conciliazione. Al mateix temps va actuar en nombrosos concerts en la Radio Italiana.
Del 1935 al 1942 Renzi va ser organista de la Casa Reial Italiana i, entre el 1939 i el 1941, va fer un cicle de concerts pianístics per a la noble familia italiana Odescalchi, la qual es trobava a Bracciano. Gràcies a l'amistat amb el príncep Odescalchi va poder quedar exempt del reclutament militar i va evitar de seguir el seu batalló de guerra en el territori rus.
Del 1943 al 1944 va ser primer organista al Vaticà.Un any més tard, el 1945 i fins al 1953, va formar un trio amb piano, violoncel i trompa amb els mestres Selmi i Ceccarossi.
El 1950 va formar part del Trio della Filarmonia Romana, amb el qual van tocar a Itàlia, Espanya i Portugal.
Entre el 1952-1956 va ocupar el càrrec de pianista de l'Orquestra de la Radiotelevisió Italiana (RAI), on va fer diferents concerts com a pianista solista i compositor. A les principals ciutats italianes, a les seus dels estudis de la RAI, es van emetre diversos concerts en els primers programes de televisió.

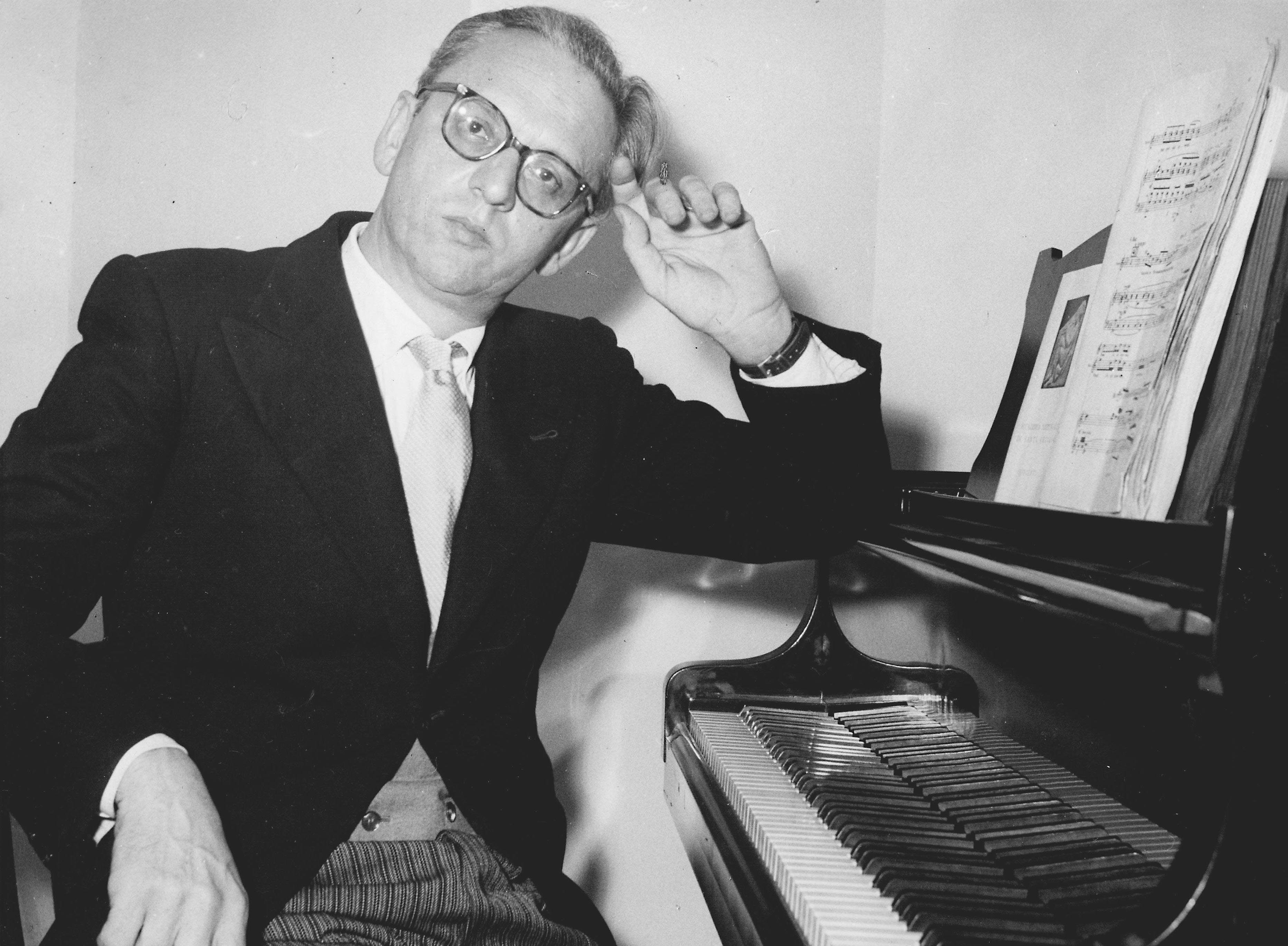
Armando Renzi al piano

El 1960, després d'un concurs internacional, va ser nomenat mestre director de la Reverenda Capella Musical Júlia de la Basílica Papal Sacrosanct de Sant Pere al Vaticà (Cappella Giulia). Allà, al llarg dels vint anys en què va ocupar el càrrec, va interpretar i compondre música religiosa, la qual adaptava al que li demanaven i al tipus de veus de què disposava. Aquesta música sonava a cada canvi de litúrgia i actualment està catalogada als arxius del Vaticà. La capella estava formada per veus blanques, 18 nois cantants, un primer i segon organista i el mestre director, i estava present a cada funció religiosa celebrada a l'altar de la Basílica. Renzi va organitzar diversos concerts privats en presència dels papes que van oficiar al llarg d'aquells anys, i va tenir una especial amistat amb el Papa Joan XXIII, per al qui va compondre el 1963 un Miserere arran de la seva mort. La Cappella Giulia va suspendre la seva activitat el 1981, després de més de quatre segles en actiu, per la qual cosa Renzi va ser el seu darrer director i l'últim en ocupar un càrrec que també havien obtingut músics destacats com Giovanni Pierluigi da Palestrina o Domenico Scarlatti.
Renzi, com a pianista, va ser el primer en interpretar a Itàlia el Concert per a piano i orquestra d'Arnold Schoenberg.

#### Compositor

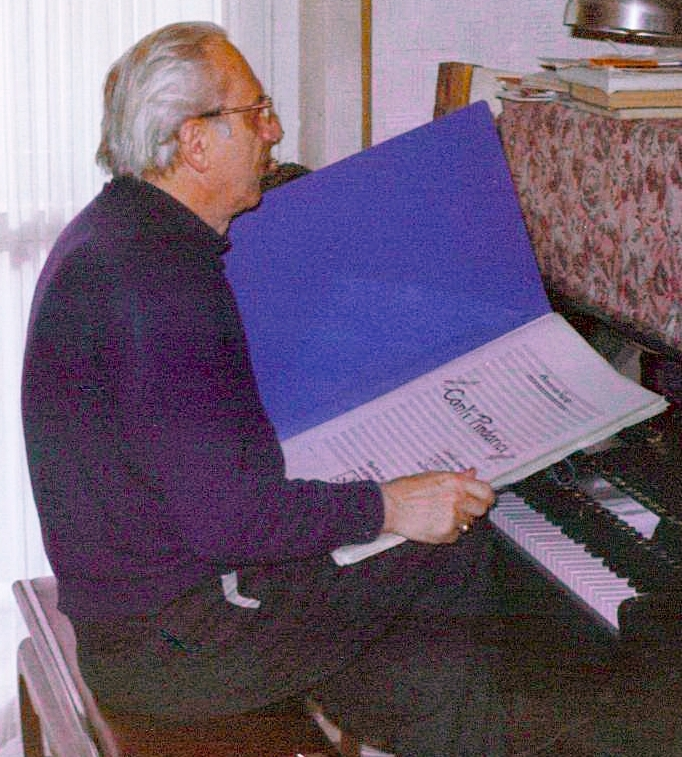
Armando amb la partitura general: Canti Pindarici

Armando Renzi va compondre música per a nombrosos àmbits: òpera, música religiosa, obres per a piano, música de cambra, música simfònica i obres per a orgue. El seu llenguatge, tot i ser culte i actual, s'integra en els cànons lingüístics tradicionals. La seva música s'ha interpretat tant a les principals ciutats italianes, a llocs com el Teatre Argentina de Roma, com a altres països d'arreu del món com Polònia, Bèlgica, Austràlia, Haifa i ciutats d'Amèrica Llatina. Algunes de les seves obres més importants són, pel que fa a la música escènica, Regina in berlina, La bugiarda meravigliosa i Jenatsch; oratoris com La morte di Ippolito, Sanctam per saecula, Mater et magistra i La cantata dell'acqua viva; el poema simfònic Alma Ceres, i la cantata per a cor sol Il cantico di Mosè.
Va ser guanyador de diferents concursos de composició, amb composicions simfònic-corals i de música de cambra. L'any 1941 va ser guardonat amb el premi de l'Acadèmia de Santa Cecília amb la cantata Vexilla Regis, per a cor i orquestra, reconeixement que ràpidament el va donar a conéixer com a compositor.
A la postguerra, Renzi va formar part d'un grup de joves compositors que es van dedicar a compondre les bandes sonores de pel·lícules sovint rodades a Cinecittà. Renzi va compondre, entre d'altres, la banda sonora d'Achtung, banditi!, la primera pel·lícula del director Carlo Lizzani.
El 1954, la seva obra Quattro liriche corali va ser estrenada al festival de la Societat Internacional per la Música Contemporània, celebrat aquell any a Haifa.
L'any 1961, a l'amfiteatre d'Assís, es va estrenar el seu oratori Sanctam per Saecula, per a cor i orquestra, amb el llibret en llatí de Perotti i sota la direcció del mateix compositor. El 1973 es va transmetre en la temporada sinfònica de la Rai la seva obra Canti Pindarici, cantata coreogràfica per a cor i orquestra, després d'haver-se estrenat a l'Auditori Rai del Foro Italico el 1972.

#### Professor

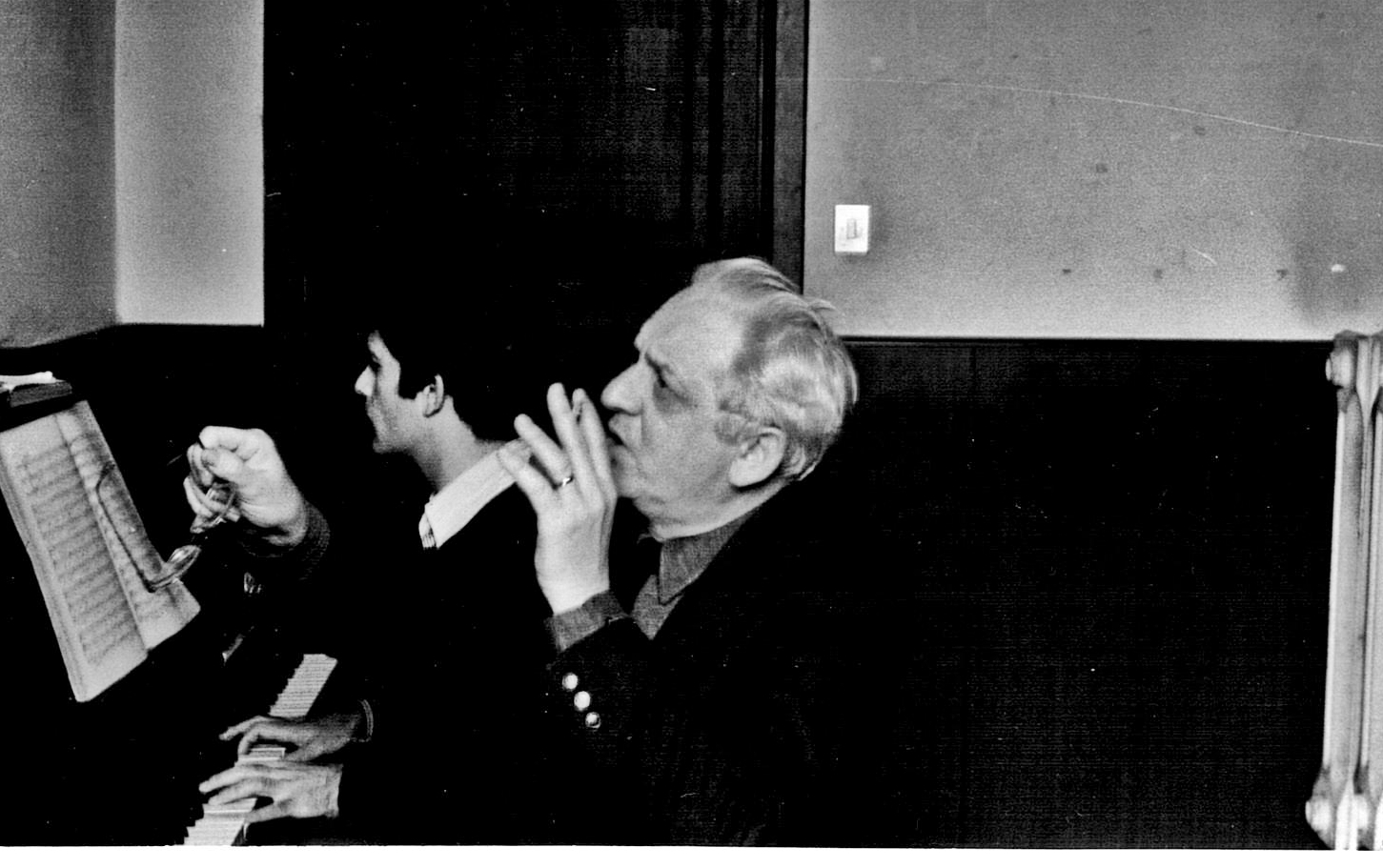
Armando fent classe

En el seu pas com a director de la Cappella Giulia també va exercir com a docent, i va tenir alumnes com Frederic Pujol i Tarrés o Francesco Bajardi.
El 1965 va començar a ensenyar composició al Pontifici Institut de Música Sacra a Roma. El 1967, atret per la docència i juntament amb el mestre Macarini Carmignani, van fundar el Conservatori Estatal de Música "Alfredo Casella", al municipi de l'Aquila i va esdevenir subdirector i professor de la institució. Tres anys més tard, el 1970, amb la invitació del seu íntim amic Nino Rota, va ser professor de composició al Conservatori "Niccolò Piccinni" de Bari, del qual Rota n'era el director. Entre el 1973 i el 1994 va ocupar la càtedra de composició al Conservatori Santa Cecilia de Roma, on seguidament se li va donar el càrrec d'acadèmic.
Renzi va ser membre i president de jurat de concursos internacionals per la seva alta competència en l'àmbit musical.
Va ser condecorat amb la Creu dels Cavallers de Malta, amb l'Estrella d'Or al Mèrit Ciutadà, reconeixement que li va atorgar el Cardenal Tardini com a italià, i la Commenda de l'Ordre de Sant Gregori el Gran, un reconeixement pel servei personal a la Santa Seu que li va atorgar el Papa Joan XXIII.

### Darrers anys
Malauradament, la diabetis de la qual sempre havia estat afectat, va començar a agreujar-se a principis dels anys vuitanta quan Renzi es trobava afeblit degut a la decisió de les autoritats vaticanes de tancar la preuada Capella Júlia, a la qual havia dedicat un gran esforç al llarg de la seva vida. Per a Armando no havia estat un simple càrrec, sinó un privilegi que li havia permès continuar el que havia iniciat el seu avi Remigio: compondre i interpretar música sagrada per a la basílica més gran del món.
Armando Renzi va morir el 2 de juny del 1985 a Roma després d'una llarga malaltia.
El 2008, el seu alumne Valentí Miserachs Grau, director de l'institut de Música Sacra a Roma, li va dedicar una de les sales de l'institució, com a mostra d'estima i respecte.

## Obres[14]

### Música lírica, oratoris i cantates
- La morte di Ippolito, òpera-oratori per a solistes, cor, veu recitada i orquestra (1938)
- Vexila Regis, cantata sacra per a cor i orquestra (1940)
- Jurg Jenatsh, òpera en tres actes (Incompleta, falta el tercer acte) (1955)
- Sanctam per saecula, oratori en dues parts per a solistes, cor, veus blanques, veu recitada i orquestra (1962)
- La cantata dell'acqua viva, per a solistes, cor de nens cantors, cor i tres pianos (1964)
- Laudemus canemus Patris, cantata per a cor d'homes, veus de nens i orgue (1965)
- Canti Pindarici, per a solistes, cor i orquestra (1972)

### Música simfònica, amb o sense solistes
- Benedizione, per a cantant i orquestra o piano (1935)
- Adagio i Rondo amb variacions, per a piano i orquestra (1935-44)
- Concert per piano i orquestra en Do menor (1936)
- Alma ceres, poema simfònic per a gran orquestra (1950)
- Tres melodies religioses per a flauta i petita orquestra (1956)
- Preghiera degli artisti, ària per a baríton i petita orquestra (1956)
- Memoria di Nausicaa, ballet televisiu per a gran orquestra i veus recitatives (1961)
- Nuvole e colori, per a cantant i orquestra o piano (1964)

### Música de cambra amb piano
- Romança sense paraules per a violoncel i piano (1931-33)
- Canzone, per a violoncel i piano (1933)
- Allegro vivacissimo, per a violoncel i piano (1935)
- Epistole, per a violoncel i piano (1942)
- Mnemosyne, per a flauta i piano (1948)
- Sonata drammatica, per a clarinet baix i piano (1950)
- Sonata per a trompa i piano (1954)
- Romança en Fa per a trompa i piano (1955)
- Viaggio d'Orfeo, per a dos pianos (1963)
- Arietta variata, per a trompa i piano (1972)
- Notte incantata, nocturn per a violí i piano
- Mein Kleiner Armando!, Laendler per a flauta o violoncel i piano (1982)

### Obres pedagògiques
- Temes per a l'escola de composició
- Exercicis fonamentals de mecanisme pianístic per a la formació de les mans petites
- Apunts d'anàlisi i d'estètica musical

### Cor
- Quattro liriche corali (1954)
- Càntic de Moisès, motet a 5-10 veus mixtes (1956)
- Quatre corals a quatre veus (1958)
- Magníficat per a dos cors i dos orgues (1962)
- Esequie minime (1970-71)
- Gratias Agamus (1972)

### Orgue
- Tantum Ergo, per a tenor i orgue (1930)
- Preludi, coral i fuga (també per a piano a quatre mans) (1938)
- Canzoncina di Natale, per a orgue i oboè amb veu de tenor obligada (1938)
- Marxa per a orgue (1932)
- Nenia, pastoral per a orgue (1963)

### Música escènica
- La morte di Cleopatra (1938)
- L'Orfeo, tres intermezzos per orquestra de corda amb piano (1941)
- L'augellin Belverde, faula musical per a solistes, cor i petita orquestra (1942)
- L'abito fa il monaco, música vocal i instrumental per a una comèdia radiofònica (1947)
- La bugiarda meravigliosa, radiodrama acompanyat per piano sol (1950)
- La regina in Berlina, faula musical per a solistes, cor i petita orquestra (1952)
- Agamenone (1952)

### Música sacra litúrgica
- Petita missa en honor de Sr. Giovanni Battista de la Salle a tres veus mixtes i orgue (1961)
- Parva Missa a quatre veus mixtes (1961)
- Messa degli Educatori, missa per a cor de veus blanques i veus virils fins a 10 veus, dialogat i amb dos orgues (1964)
- Missa minima sine gloria a tres veus soles (1970)
- Missa Chrismatis sine Credo a quatre veus i orgue (1970)

### Piano sol
- Gavota en sol major, Gavota en fa major, corranda i giga (1930)
- Tres estudis per a piano (1932)
- Cinc romances per a piano (1933)
- Novelletta (1946)
- Vals per Guido (1949)
- Sonatina A Paolo (1964)
- Cinc peces per a piano (1964)
- Sonatina en tres divertiments (1969)
- Canone (1970)

### Obres diverses
- Cançó L'amor della mamma, per a cant popular i piano (1929)
- Cançó amorosa per a cordes i piano (1939)
- Cinc bagateles per a quartet de vent (1945)
- Uxor Tua, motet a una veu, veu blanca, viola i orgue (1945)
- Fantasia per a trio de corda (1945-46)
- Exposició de quartet (1947)
- Quartet de corda en Si menor (1947)
- Dos melodies religioses per a flauta i orgue (1955)
- O vos omnes per a veus, instruments i orgue (1958)
- Brindisi della Capella Giulia a Tardini (1960)
- Cadència per al concert de Viotti en Sol menor (1960)
- Quattro canti per i ragazzi romani, a una veu i piano sobre poesies de Mario Dell'Arco (1973)